# Beaurepaire-en-Bresse
Beaurepaire-en-Bresse ist eine französische Gemeinde im Département Saône-et-Loire in der Region Bourgogne-Franche-Comté. Sie gehört zum Arrondissement Louhans und zum Kanton Pierre-de-Bresse. Die Gemeinde hat 724 Einwohner (Stand 1. Januar 2022), sie werden Beaurepairiens, resp. Beaurepairiennes genannt.

## Geografie

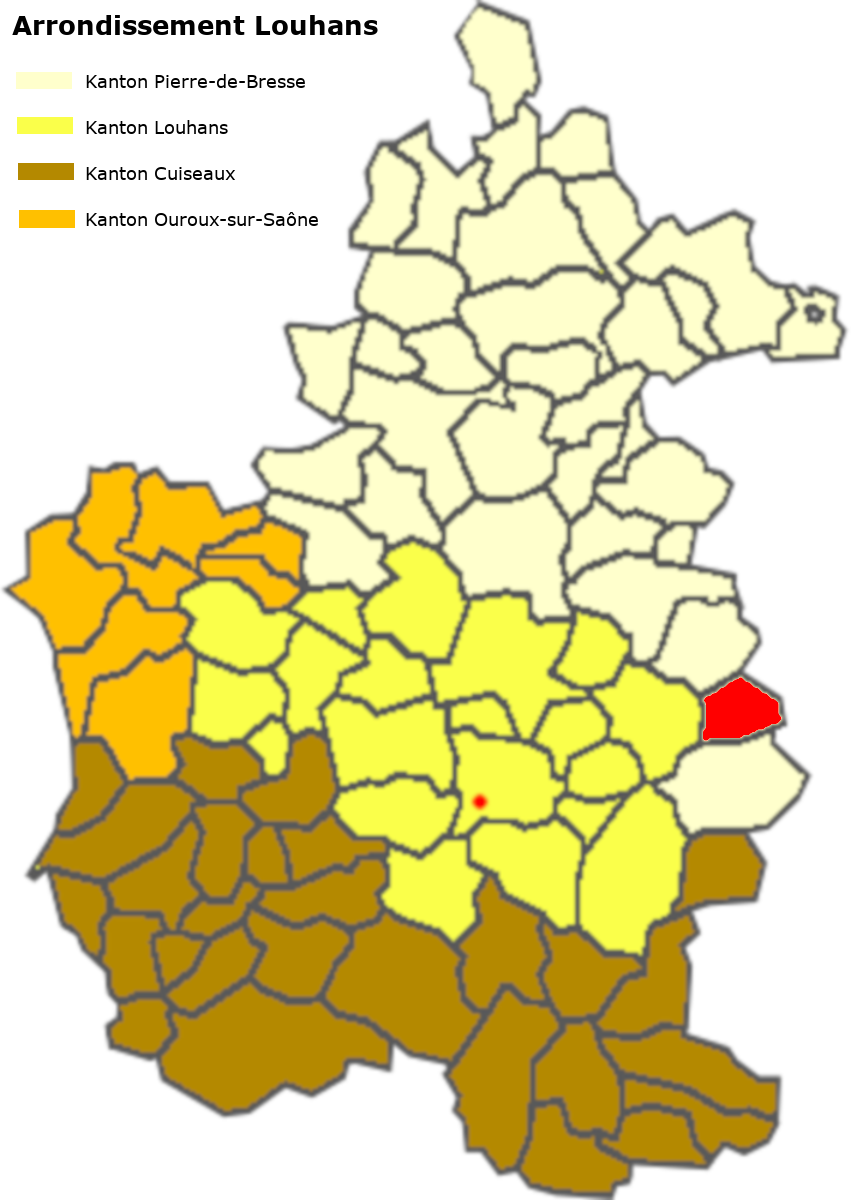
Lage der Gemeinde im Arrondissement Louhans

Beaurepaire-en-Bresse liegt im Osten des Arrondissement Louhans in der Naturlandschaft der Bresse bourguignonne und grenzt im Osten an zwei Gemeinden des Département Jura. Ein kurzes Stück der Westgrenze bildet der Teuil, der auf dem Gemeindegebiet entspringt. Einen Teil der Nordgrenze bildet der Bief de l’Étang de Coran. Eine große Zahl von Biefs, künstlichen Wasserläufen, die der Bewirtschaftung der Étangs dienen, sammeln sich schließlich im Ruisseau de l’Étang des Claies und entwässern die Gemeinde nach Westen. Für die Gemeinde werden offiziell sieben Étangs aufgeführt. Von West nach Ost wird die Gemeinde von der Departementsstraße D678 durchzogen. Im Bourg trifft die Departementsstraße D87
von Saillenard her auf die D678. Durch ein kurzes Stück des östlichen Gemeindegebiets verläuft die Autoroute A39, ein Teil des Anschlusswerks N° 8 (Louhans–Lons-le-Saunier) liegt auf dem Gemeindegebiet. Das Gebiet nördlich der D678 ist stark bewaldet. Zur Gemeinde gehören folgende Weiler und Fluren: les Barrats, Blanay, le Bourgneuf, la Chaigne, Champ-Carré, Champ-de-la-Magnière, Champ-Martinet, la Chapelle, Chez-la-Marion, les Collots, la Coupe-de-France, le Désert, l’Étang-Neuf, la Ferté, Fraichot, Gimont, les Morets, la Motte, le Murot, la Pommeraye, Pourlans, la Serre, la Tuilerie, Vers-l’Église.

### Klima
Das Klima in Das Klima in Beaurepaire-en-Bresse ist warm und gemäßigt. Es gibt das ganze Jahr über deutliche Niederschläge, selbst der trockenste Monat weist noch hohe Niederschlagsmengen auf. Die Klassifikation des Klimas nach Köppen und Geiger ist Cfb ((Gemäßigtes) Ozeanklima). Die Temperatur liegt im Jahresdurchschnitt bei 11,0 °C. Der wärmste Monat ist der Juli mit einer Durchschnittstemperatur von 20,9 °C, der kälteste der Januar mit 3,1 °C. Über ein Jahr verteilt summieren sich die Niederschläge auf 1173 mm, dabei ist der November mit 128 mm der niederschlagsreichste, während Juli und August als trockenste Monate 73 mm aufweisen.
|                        | Jan | Feb | Mär  | Apr  | Mai  | Jun  | Jul  | Aug  | Sep  | Okt  | Nov  | Dez |   |      |
| Mittl. Temperatur (°C) | 3,1 | 3,7 | 7,4  | 11,0 | 14,8 | 18,9 | 20,9 | 20,5 | 16,7 | 12,8 | 7,2  | 4,0 | ⌀ | 11,8 |
| Mittl. Tagesmax. (°C)  | 6,1 | 7,5 | 11,8 | 15,6 | 19,1 | 23,5 | 25,5 | 25,2 | 21,2 | 16,8 | 10,4 | 6,8 | ⌀ | 15,8 |
| Mittl. Tagesmin. (°C)  | 0,4 | 0,3 | 3,1  | 6,2  | 10,1 | 14,0 | 16,0 | 15,0 | 12,5 | 9,1  | 4,3  | 1,3 | ⌀ | 7,7  |
|                        |     |     |      |      |      |      |      |      |      |      |      |     |   |      |
| Niederschlag (mm)      | 111 | 97  | 92   | 97   | 100  | 83   | 73   | 73   | 90   | 107  | 128  | 122 | Σ | 1173 |

| 0,4 |

| 0,3 |

| 3,1 |

| 6,2 |

| 10,1 |

| 14,0 |

| 16,0 |

| 15,0 |

| 12,5 |

| 9,1 |

| 4,3 |

| 1,3 |

| 0,4 |

| 0,3 |

| 3,1 |

| 6,2 |

| 10,1 |

| 14,0 |

| 16,0 |

| 15,0 |

| 12,5 |

| 9,1 |

| 4,3 |

| 1,3 |

## Toponymie
Laut André Planck, einem Spezialisten für die Toponymie der Städte im Département Isère, soll der Name Beaurepaire von dem lateinischen Wort Belli Riparii für schöne Ufer abstammen, das eine Erhebung über einem Tal bezeichnen könnte.
Im französischen Sprachgebiet gibt es zahlreiche Beaurepaire, die alle aus dem Adjektiv beau und dem Wort repaire gebildet werden, mit der altfranzösischen Bedeutung von Wohnsitz, Wohnung, auch Schlupfwinkel.

## Geschichte
Beaurepaire gehörte im 13. Jahrhundert und allenfalls früher den Herren de Vienne und d’Antigny, die den Bewohnern 1275 einen Freibrief ausstellten. Später gelangte die Herrschaft an die Familie de Beaurepaire, eine der ältesten in der Gegend. Seit dem 13. Jahrhundert befand sich eine Festung in Beaurepaire-en-Bresse, 1429 erhielt Thibaut de Belrepaire die Erlaubnis, einen Turm von beliebiger Höhe und Gräben nach seinem Gutdünken zu erstellen.
Der Turm, ein quadratisches Gebäude geht offensichtlich zurück auf das 15. Jahrhundert, die übrigen Gebäudeteile sind jüngeren Datums. Das Schloss ist nach wie vor im Besitz von Nachfahren der Familie de Beaurepaire.
Westlich des Schlosses befindet sich eine Kapelle mit Gipsdekor und Holzschnitzereien, sie war Dorfkirche von 1849 bis 1855. Eine ältere Kirche befand sich im Weiler Collots, wo sich heute noch ein Oratorium befindet. Mitte des 19. Jahrhunderts stellte der Graf von Beaurepaire Land zur Verfügung, damit eine neue Kirche gebaut werden konnte. Sie ist Maria Himmelfahrt geweiht.

### Die Herren von Beaurepaire-en-Bresse
Das Lehen Beaurepaire gehörte in ältester Zeit den de Vienne und später den d'Antigny. Ab der Mitte des 14. Jahrhunderts bekamen die de Beaurepaire das Lehen, erweiterten es und besaßen es bis zur Französischen Revolution. Die Familie besteht heute noch, ihre Geschichte und die Entwicklung ihres Lehens ist in der Familiengeschichte detailliert aufgeführt.
Mit der Französischen Revolution 1789 wurden die Vorrechte des Adels abgeschafft, sie behielten lediglich noch ihre Titel.

### Volkskundliches
Bei Lucien Guillemaut, in seiner Histoire de la Bresse Louhannaise geht es um den Kirchenzehnten, der durch die Patrons oder die Pfrundherren (auch Zehntenvogt oder Kirchenvogt, französisch: gros décimateur) eingezogen wurde. Ab dem 18. Jahrhundert wurde dies allgemein Brauch und die Priester erhielten daraus eine angemessene Pension. Hingegen versuchten die gros décimateurs möglichst viel von den Erträgen für sich zu behalten. Sie mussten aus den Erträgen die Kirche und das Pfarrhaus unterhalten und die Priesten entlöhnen, allenfalls auch noch Abgaben an Klöster leisten.
In Beaurepaire-en-Bresse ging lediglich der Unterhalt des Chors und des Pfarrhauses zulasten des Zehnten, aber auch davon versuchten sich die gros décimateurs so weit wie möglich zu drücken. 1769 erfolgte deshalb ein Urteil, wonach der Unterhalt des Chores lediglich für eine Länge von zehn Fuß zulasten des Zehnten ging (etwa 3,25 Meter), während die restlichen 19,5 Fuß (6,33 Meter) zulasten der Einwohner ging, «die den Chor ja so groß haben wollten».
Der Unterhalt des Kirchenschiffs ging übrigens ebenfalls zulasten der Bevölkerung und der Unterhalt des Glockenturms – je nachdem, ob er auf den Chor oder das Schiff gebaut war, zulasten des Kirchenvogts oder der Bevölkerung.

## Bevölkerung
| Beaurepaire-en-Bresse: Einwohnerzahlen von 1793 bis 2020 | Beaurepaire-en-Bresse: Einwohnerzahlen von 1793 bis 2020 | Beaurepaire-en-Bresse: Einwohnerzahlen von 1793 bis 2020 | Beaurepaire-en-Bresse: Einwohnerzahlen von 1793 bis 2020 | Beaurepaire-en-Bresse: Einwohnerzahlen von 1793 bis 2020 |
| --- | -------------------------------------------------------- | -------------------------------------------------------- | -------------------------------------------------------- | -------------------------------------------------------- |
| Jahr |                                                          |                                                          |                                                          | Einwohner                                                |
| 1793 | 1793                                                     |                                                          | 871                                                      | 871                                                      |
| 1800 | 1800                                                     |                                                          | 817                                                      | 817                                                      |
| 1806 | 1806                                                     |                                                          | 849                                                      | 849                                                      |
| 1821 | 1821                                                     |                                                          | 755                                                      | 755                                                      |
| 1831 | 1831                                                     |                                                          | 814                                                      | 814                                                      |
| 1836 | 1836                                                     |                                                          | 846                                                      | 846                                                      |
| 1841 | 1841                                                     |                                                          | 863                                                      | 863                                                      |
| 1846 | 1846                                                     |                                                          | 845                                                      | 845                                                      |
| 1851 | 1851                                                     |                                                          | 901                                                      | 901                                                      |
| 1856 | 1856                                                     |                                                          | 895                                                      | 895                                                      |
| 1861 | 1861                                                     |                                                          | 887                                                      | 887                                                      |
| 1866 | 1866                                                     |                                                          | 869                                                      | 869                                                      |
| 1872 | 1872                                                     |                                                          | 875                                                      | 875                                                      |
| 1876 | 1876                                                     |                                                          | 868                                                      | 868                                                      |
| 1881 | 1881                                                     |                                                          | 854                                                      | 854                                                      |
| 1886 | 1886                                                     |                                                          | 868                                                      | 868                                                      |
| 1891 | 1891                                                     |                                                          | 853                                                      | 853                                                      |
| 1896 | 1896                                                     |                                                          | 861                                                      | 861                                                      |
| 1901 | 1901                                                     |                                                          | 855                                                      | 855                                                      |
| 1906 | 1906                                                     |                                                          | 832                                                      | 832                                                      |
| 1911 | 1911                                                     |                                                          | 801                                                      | 801                                                      |
| 1921 | 1921                                                     |                                                          | 745                                                      | 745                                                      |
| 1926 | 1926                                                     |                                                          | 716                                                      | 716                                                      |
| 1931 | 1931                                                     |                                                          | 691                                                      | 691                                                      |
| 1936 | 1936                                                     |                                                          | 685                                                      | 685                                                      |
| 1946 | 1946                                                     |                                                          | 629                                                      | 629                                                      |
| 1954 | 1954                                                     |                                                          | 650                                                      | 650                                                      |
| 1962 | 1962                                                     |                                                          | 619                                                      | 619                                                      |
| 1968 | 1968                                                     |                                                          | 537                                                      | 537                                                      |
| 1975 | 1975                                                     |                                                          | 522                                                      | 522                                                      |
| 1982 | 1982                                                     |                                                          | 505                                                      | 505                                                      |
| 1990 | 1990                                                     |                                                          | 502                                                      | 502                                                      |
| 1999 | 1999                                                     |                                                          | 515                                                      | 515                                                      |
| 2009 | 2009                                                     |                                                          | 613                                                      | 613                                                      |
| 2014 | 2014                                                     |                                                          | 646                                                      | 646                                                      |
| 2020 | 2020                                                     |                                                          | 730                                                      | 730                                                      |
| Quelle(n): EHESS/Cassini bis 2006, ab 2009 INSEE Anmerkung(en): • Ab 1962 offizielle Zahlen ohne Einwohner mit Zweitwohnsitz • Höchste Einwohnerzahl 1851 mit 901, tiefste Einwohnerzahl 1990 mit 502 (55,7 % vom Maximum) |                                                          |                                                          |                                                          |                                                          |

| Bevölkerungsstruktur | Anzahl Einwohner | männlich | weiblich | davon Ausländer | Anteil % |
| -------------------- | ---------------- | -------- | -------- | --------------- | -------- |
|                      | 730              | 375      | 355      | 6               | 0,8      |

| Männer | Alterstufe | Frauen |
| ------ | ---------- | ------ |
| 2      | 90 + älter | 4      |
| 19     | 75–89      | 25     |
| 73     | 60–74      | 60     |
| 79     | 45–59      | 80     |
| 52     | 30–44      | 71     |
| 71     | 15–29      | 56     |
| 78     | 0–14       | 58     |

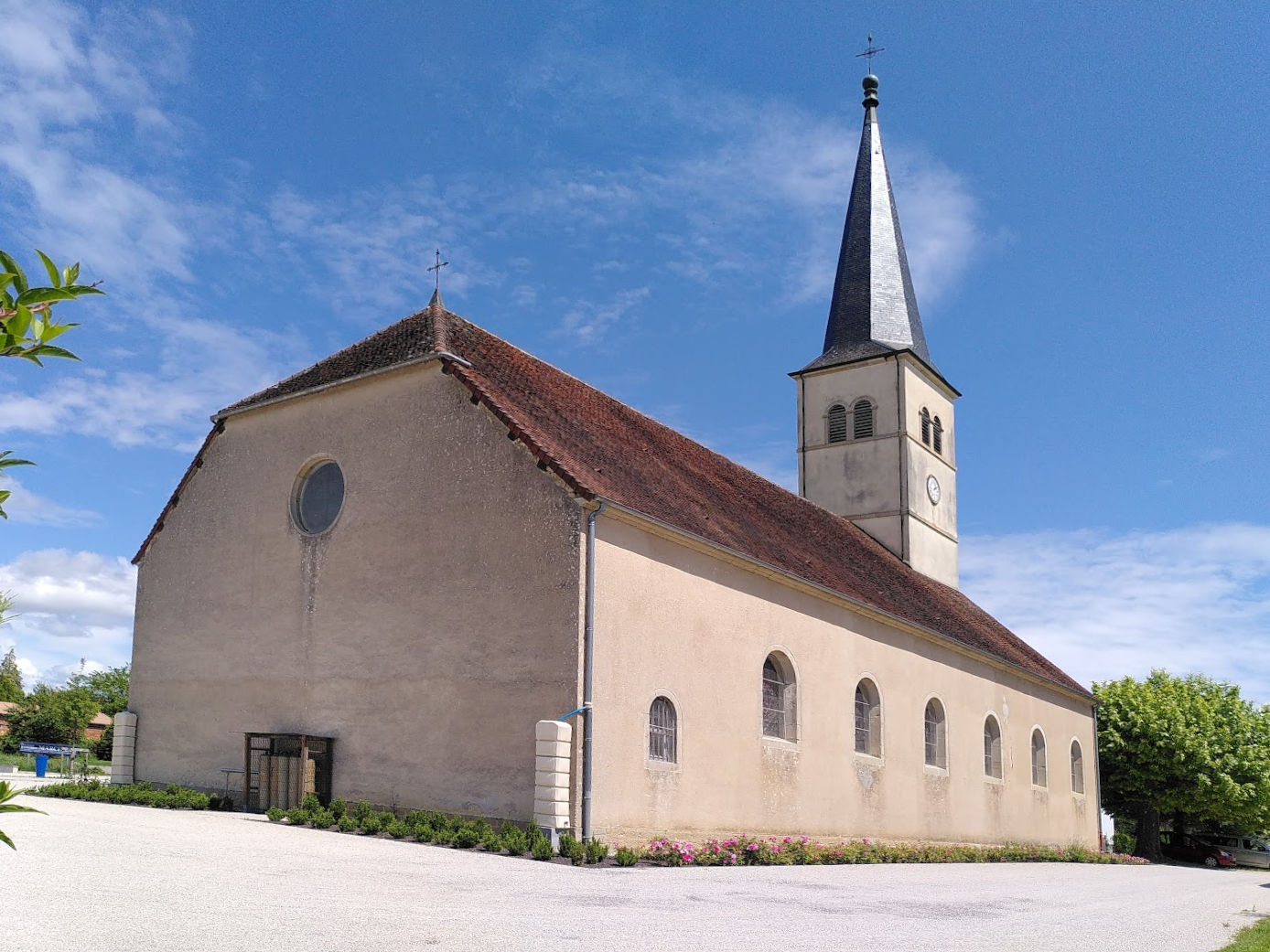
Kirche Notre-Dame-de-l’Assomption von Beaurepaire-en-Bresse

Die Bevölkerungsstruktur zwischen Männern und Frauen ist ziemlich ausgeglichen, wobei 53 % der Bevölkerung jünger als 45 Jahre sind und die unter 15-Jährigen gar 19 % der Bevölkerung ausmachen. Diese Struktur dürfte auf die Tatsache zurückzuführen sein, dass seit 1999 dank einer regen Bautätigkeit die Wohneinheiten um 36 % zugenommen haben. Dadurch dürfte ein starker Zuzug von jungen Familien mit Kindern erfolgt sein.
| Wohnstruktur               | Anzahl Wohneinheiten | davon Häuser | Wohnungen | sonstige |
| -------------------------- | -------------------- | ------------ | --------- | -------- |
|                            | 385                  | 328          | 53        | 4        |
| davon Hauptwohnsitz        | 311                  |              |           |          |
| Zweit- oder Ferienwohnsitz | 52                   |              |           |          |
| vakant                     | 22                   |              |           |          |

## Wirtschaft und Infrastruktur

### Unternehmen, Betriebe, Ladengeschäfte und Einrichtungen
In der Gemeinde befinden sich nebst Mairie und Kirche folgende Unternehmen nach Branchen:
| Branche                                                           | Anzahl Betriebe |
| ----------------------------------------------------------------- | --------------- |
| Industrie und verarbeitendes Gewerbe                              | 7               |
| Baugewerbe                                                        | 13              |
| Groß- und Einzelhandel, Verkehr, Beherbergung und Gastronomie     | 20              |
| Information und Kommunikation                                     | 1               |
| Finanz- und Versicherungsdienstleistungen                         | 1               |
| Grundstücks- und Wohnungswesen                                    | 5               |
| Freiberufliche, wissenschaftliche und technische Dienstleistungen | 6               |
| Öffentliche Verwaltung, Unterricht, Gesundheits- und Sozialwesen  | 5               |
| Sonstige Dienstleistungen                                         | 9               |
| Land- und Forstwirtschaftsbetriebe                                | 7               |

In der Gemeinde befinden sich eine Bäckerei, zwei Lebensmittelläden, ein Coiffeur- und zwei Schönheitssalons, ferner zwei Autogaragen, ein Generalunternehmen der Baubranche, drei Maler-/Gipsergeschäfte und zwei Installateurbetriebe. Im Ort befinden sich ein Tennis- und ein Fußballplatz, drei Ärzte, zwei Krankenschwestern und ein Hilfsdienst für Senioren, ein Mehrzwecksaal, zwei Hotels (36 Zimmer), ein Gastronomiebetrieb, eine Gîte, ein Gendarmerieposten, eine Bibliothek und eine Post. Für die Güter des täglichen Bedarfs versorgen sich die Einwohner in Savigny-en-Revermont oder in Saillenard.

### Geschützte Produkte in der Gemeinde
Als AOC-Produkte sind in Beaurepaire-en-Bresse Volaille de Bresse und Dinde de Bresse zugelassen, ferner Comté, Morbier  und Crème et beurre de Bresse.

### Bildungseinrichtungen
In der Gemeinde besteht eine École primaire (École maternelle und École élémentaire), die der Académie de Dijon untersteht und von 74 Kindern besucht wird. Für die Schule gilt der Ferienplan der Zone A.

## Sehenswürdigkeiten

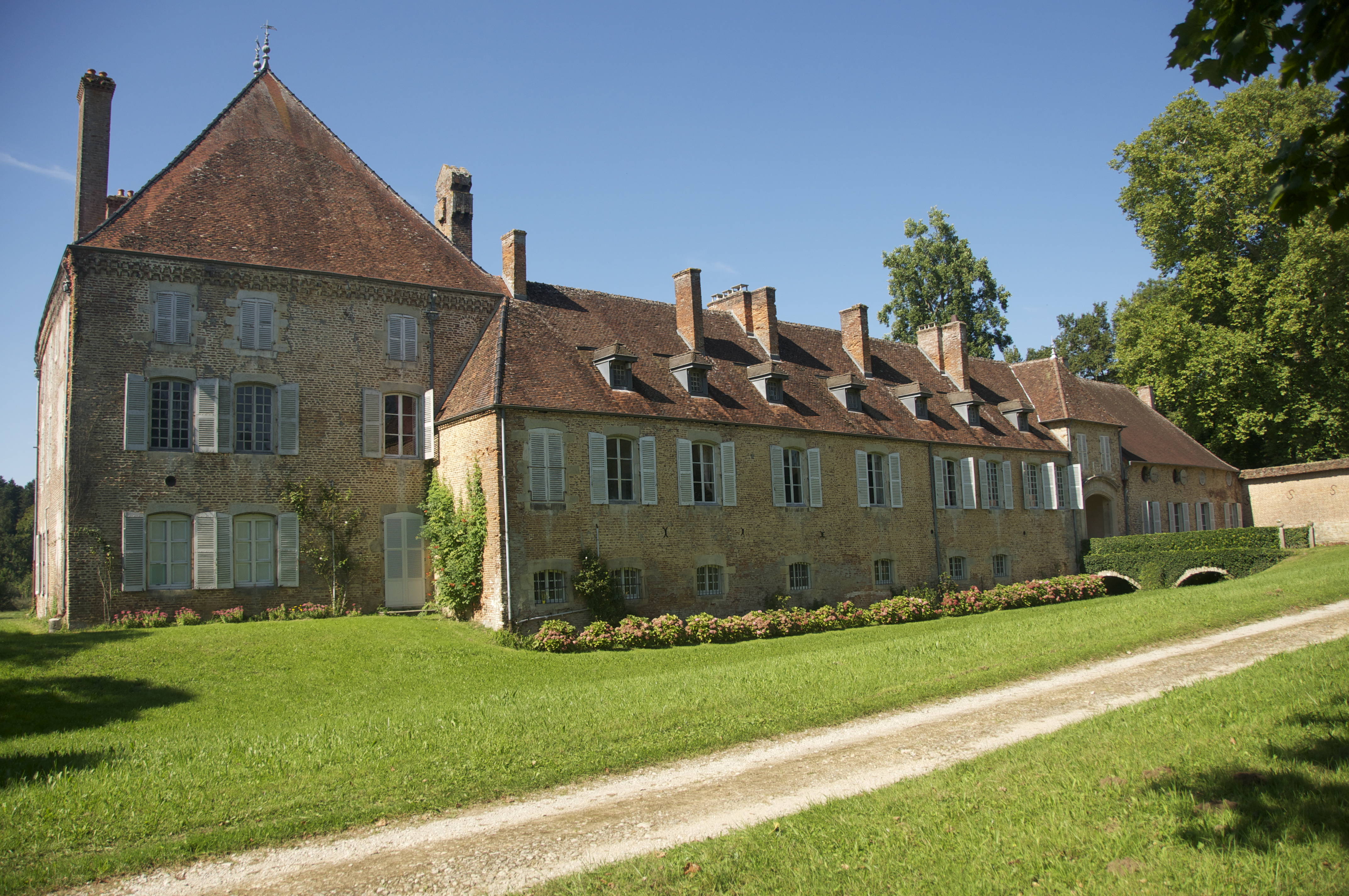
Schloss Beaurepaire

- Schloss Beaurepaire